# جام برندگان جام آسیا ۱۹۹۵
جام برندگان جام آسیا ۹۶–۱۹۹۵ ششمین دورهٔ مسابقات جام برندگان جام آسیا که توسط کنفدراسیون فوتبال آسیا برگزار شد.
تیم بلمار هیراتسوکا نماینده ژاپن بدون باخت برای اولین بار قهرمان این دوره از رقابت‌ها شد و همچنین به مسابقات سوپر جام آسیا ۱۹۹۶ راه پیدا کرد.

## مرحله اول

### منطقه غرب
| تیم ۱   | نتیجه نهایی | تیم ۲   | بازی رفت | بازی برگشت |
| ------- | ----------- | ------- | -------- | ---------- |
| هومنتمن | ۲–۱         | الوحده  | ۰–۰      | ۲–۱        |
| عمان    | ۲–۴         | کاظمه   | ۱–۱      | ۱–۳        |
| الطلبه  | ۵–۴         | الاتحاد | ۵–۳      | ۰–۱        |
| ینگی‌یر  | ۴–۱         | توران   | ۳–۰      | ۱–۱        |
| وستوک   | برگزار نشد۱ | اک‌مارال |          |            |
| بهمن    | استراحت     |         |          |            |
| العین   | استراحت     |         |          |            |
| الریاض  | استراحت     |         |          |            |

۱ اک‌مارال انصراف داد.

### منطقه شرق
| تیم ۱           | نتیجه نهایی | تیم ۲   | بازی رفت | بازی برگشت |
| --------------- | ----------- | ------- | -------- | ---------- |
| نیو رادیانت     | برگزار نشد۱ | رتنام   | ۲–۰      |            |
| صباح            | ۳–۱         | آن جانگ | ۳–۰      | ۰–۱        |
| بلمار هیراتسوکا | استراحت     |         |          |            |
| بنگال شرقی      | استراحت     |         |          |            |
| پتروکیمیا پوترا | استراحت     |         |          |            |
| راج‌پراچا        | استراحت     |         |          |            |
| آل‌اشپورت رنجرز  | استراحت     |         |          |            |
| یوکوهاما فلگلز  | استراحت     |         |          |            |

۱ رتنام پس از اولین بازی انصراف داد.

## مرحله دوم

### منطقه غرب
| تیم ۱   | نتیجه نهایی | تیم ۲  | بازی رفت | بازی برگشت |
| ------- | ----------- | ------ | -------- | ---------- |
| هومنتمن | ۰–۵         | الریاض | ۰–۲      | ۰–۳        |
| کاظمه   | ۶–۱         | العین  | ۲–۰      | ۴–۱        |
| الطلبه  | ۳–۲         | ینگی‌یر | ۲–۰      | ۱–۲        |
| وستوک   | ۲–۳         | بهمن   | ۲–۲      | ۰–۱        |

### منطقه شرق
| تیم ۱          | نتیجه نهایی | تیم ۲           | بازی رفت | بازی برگشت |
| -------------- | ----------- | --------------- | -------- | ---------- |
| آل‌اشپورت رنجرز | ۳–۷         | یوکوهاما فلگلز  | ۱–۳      | ۲–۴        |
| نیو رادیانت    | ۳–۲         | بنگال شرقی      | ۳–۰      | ۰–۲        |
| صباح           | ۱–۷         | بلمار هیراتسوکا | ۱–۲      | ۰–۵        |
| راج‌پراچا       | ۷–۷ (گ.ز.)  | پتروکیمیا پوترا | ۵–۴      | ۲–۳        |

## یک چهارم نهایی

### منطقه غرب
| تیم ۱  | نتیجه نهایی | تیم ۲  | بازی رفت | بازی برگشت |
| ------ | ----------- | ------ | -------- | ---------- |
| الریاض | (گ)۲–۲      | کاظمه  | ۲–۱      | ۰–۱        |
| بهمن   | ۱–۲         | الطلبه | ۰–۱      | ۱–۱        |

### منطقه شرق
| تیم ۱           | نتیجه نهایی | تیم ۲           | بازی رفت | بازی برگشت |
| --------------- | ----------- | --------------- | -------- | ---------- |
| بلمار هیراتسوکا | ۷–۱         | پتروکیمیا پوترا | ۶–۰      | ۱–۱        |
| نیو رادیانت     | ۰–۷         | یوکوهاما فلگلز  | ۰–۲      | ۰–۵        |

## نیمه نهایی

### منطقه شرق
| تیم ۱           | نتیجه | تیم ۲          |
| --------------- | ----- | -------------- |
| بلمار هیراتسوکا | ۴–۳   | یوکوهاما فلگلز |

### منطقه غرب
| تیم ۱  | نتیجه | تیم ۲  |
| ------ | ----- | ------ |
| الطلبه | ۳–۰   | الریاض |

- تیم الریاض عربستان انصراف داد

## فینال
| تیم ۱           | نتیجه | تیم ۲  |
| --------------- | ----- | ------ |
| بلمار هیراتسوکا | ۲–۱   | الطلبه |

## قهرمان
| قهرمان جام برندگان جام آسیا ۹۶–۱۹۹۵ |
| ----------------------------------- |
| بلمار هیراتسوکا                     |
| اولین قهرمانی                       |